# Pseudophilautus conniffae
Pseudophilautus conniffae — вид жаб родини веслоногих (Rhacophoridae). Описаний у 2019 році.

## Поширення
Ендемік Шрі-Ланки. Його ареал обмежений південно-західним вологим поясом острова.

## Опис
Тіло завдовжки 23 мм. Спина коричневаз темно-коричневими плямами. Між передніми кінцівками на середній частині спини є велика темно-коричнева пляма квадратної форми. Чорні і білі цятки є на передній і задній поверхнях стегна і по боках. Черево брудно-сіре.